# Шанмијон
Шанмијон (фр. Champmillon) насеље је и општина у западној Француској у региону Поату-Шарант, у департману Шарант која припада префектури Ангулем.
По подацима из 2011. године у општини је живело 525 становника, а густина насељености је износила 55,21 становника/km². Општина се простире на површини од 9,51 km². Налази се на средњој надморској висини од 96 метара (максималној 97 m, а минималној 21 m).

## Демографија
| 1962. | 1968. | 1975. | 1982. | 1990. | 1999. | 2011. |
| ----- | ----- | ----- | ----- | ----- | ----- | ----- |
| 284   | 302   | 346   | 358   | 449   | 493   | 525   |

График промене броја становника у току последњих година